# Rafinerija nafte
Rafinerije nafte su velika procesna industrijska postrojenja u kojima se iz sirove nafte različitim procesima izdvajaju naftni derivati (kao što su npr. tekući plin, dizelsko gorivo, benzin, mlazno gorivo, motorna ulja...) potrebni krajnjim korisnicima.
Nafta pravo značenje dobiva u 19. st. kad je 1859. godine. Amerikanac E. L. Drake u Pennsylvanji izbušio prvu bušotinu, što se uzima kao početak industrijske proizvodnje. Prva velika rafinerija otvorena je u Rumunjskoj, točnije u Ploiesti 1856. U to se doba upotrebljavala isključivo za dobivanje petroleja i kao mast za podmazivanje (kolomast). Najveći svjetski kompleks rafinerija je "Centro de Refinación de Paraguaná" u Venezueli čiji kapacitet iznosi 956,000 barela na dan. Tek naglim razvitkom automobilske industrije i sve većom potražnjom za naftom, počinju se razvijati tehnologije dobivanja goriva iz nafte, odnoso tehnologije rafiniranja.

## Sastav nafte
Nafta je po svom sastavu veoma složena smjesa različitih ugljikovodika, pa se njezin sastav najbolje prikazuje približnim masenim udjelima elemenata koji ju sačinjavaju: ugljik (83-87%), vodik (11-15%), sumpor (0-5.5%), dušik (0-2%), kisik (0-2%).

## Priprema nafte za preradu
Nafta je nastala iz ostataka biljaka i životinja koje su postojale prije nekoliko stotina milijuna godina u vodi. Sam taj proces se odvijao u nekoliko faza: taloženju ostataka na dnu oceana koje je tijekom vremena prekrio pijesak i mulj, nastanak plina i sirove nafte zbog djelovanja ogromnih pritisaka i visokih temperatura.
Sam proces prerade nafte počinje istraživanjem geološkim i geofizičkim metodama.  Nafta i plin se nalaze zbijeni u sitnim porama između stijena pod vrlo velikim pritiskom. U područjima potencijalno bogatim naftom buši se eksploatacijska bušotina kroz debele slojeve pijeska, mulja i stijena iz koje se vrši crpljenje nafte te transport do rafinerije za preradu. Transport se može izvršiti na različite načine: tankerima, cisternama, željezničkim putem, odnosno cestovnim te naftovodima što je ujedno i najjeftinija opcija. Velik problem prilikom bušenja i transporta je mogućnost istjecanja nafte u okoliš. Nove tehnologije su doprinijele povećanju preciznosti kod pronalaženja, a to je rezultiralo manjim brojem bušotina.
Nafta transportirana u rafinerijama sadržava vodu, soli, sumporne spojeve, kiseline i neke nečistoće. Kako ovi elementi izazivaju koroziju i ostale negativne efekte na postrojenje, nastoje se ukloniti. Voda se uklanja na način da se s dna spremnika u kojem se nalazi nafta, ispušta voda, jer se nafta, pošto je lakša od vode, nataložila na površini. Drugi način je dodavanja emulgatora. Soli se uklanjaju dodavanjem visoko zagrijane vode u tok nafte. Zagrijana voda otapa soli koji se talože na dnu.

## Procesi koji se odvijaju u rafineriji

### Destilacija
Destilacija je prvi korak u postupku prerade nafte. Svrha procesa je izlučivanje (separacija) ugljikovodika iz sirove nafte u frakcije nafte koje se baziraju na njihovoj točki vrelišta. Separacija se odvija u velikim tornjevima pod djelovanjem atmosferskog pritiska, ti tornjevi sadrže velik broj plitkih posuda gdje se ugljikovodični plinovi i tekućine miješaju i poslije toga tekućina iscuri iz tornja, a plinovi ostaju. Lakše tvari poput butana i nafte se uklanjaju u gornjem dijelu tornja, a teže tvari kao ostaci tekućina se ispuštaju iz donjeg dijela tornja.

### Alkilacija
Alkilacija je sekundarni proces prerade nafte kojim se dobiva najkvalitetniji benzin. Proces se zasniva na katalitičkoj reakciji izobutana s laganima olefinima (propanom, butanom). Alkilat je najkvalitetnija komponenta koja se upotrebljava za proizvodnju benzina.

### Hidrodesulfurizacija
Najzastupljeniji proces u preradi nafte. Hidrodesulfurizacijom se povećava kemijska stabilnost kreking benzina. Vodik za ovaj proces dobiva se s postrojenja katalitičkog reforminga. Faktori koji utječu na kvalitetu procesa: temperatura, tlak, udio vodika i prostorna brzina.

### Izomerizacija
Izomerizacija je proces koji se primjenjuje ako se mora povećati oktanski broj benzina. Osim za spomenutu namjenu rabi se i za pripremu sirovine za proces alkilacije. Postupak se zasniva na promjeni strukture molekula ugljika, a da pri tome molekularna masa ostaje konstantna.

### Katalitički reforming
Ako se želi povećati oktanski broj grupi benzina dobivenih procesom atmosferske destilacije primjenjuje se katalitički reforming. No prije toga potrebno je ukloniti sumporne spojeve i metale, iz postojeće grupe, jer su štetni, postupkom hidrodesulfurizacijom. Tlak, tempertaura, udio vodika su utjecajni parametri.

### Proces Blending
Upotrebljava se u postupcima rafinacije: petroleja, benzina i dizelskog goriva, na način da se različite frakcije nafte kombiniraju u svrhu dobivanja završnih navedenih proizvoda. Ovaj proces se još i naziva slađenje jer se korozivni merkaptanski sumpor prevodi u nekorozivne disulfide. Proces zahtjeva znanje o svim komponentama koji su uključeni u postupku koji su razvijeni računalnim modelima i simulacijama.

## Naftni derivati
Nafta je izvor tvari za više od pola organske kemije.

Naftni derivati su proizvodi rafinerijske preradbe nafte, u prvome redu proizvodi atmosferske i vakuumske frakcijske destilacije koji se mogu izravno upotrijebiti kao gorivo ili kao sirovine za dobivanje niza organskih spojeva. Najvažnije su skupine naftnih derivata naftni plin, petroleter (ligroin), motorni benzin, dizelsko gorivo, mlazno gorivo, odnosno kerozin i petrolej (za mlazne motore), loživo ulje (lako i teško /mazut/), bazno mazivo ulje, bitumen i naftni koks, parafin (vosak) te olefinski i aromatski ugljikovodici kao petrokemijske sirovine, posebice etilen, propilen, benzen, toluen i ksileni.
Pogonska goriva za motore s unutarnjim izgaranjem (benzin, dizel, lož ulje) su obojani različitim bojama zbog razaznavanja i prepoznatljivosti, jer bi ih ljudsko oko i njuh teško moglo razlikovati. Također, vrše se i zakonske kontrole u vozilima na carinama i preventivnim kontrolama. Takve boje imaju i svoj karakterističan miris, a ne štetu motoru.

Benzin ima intenzivan i prepoznatljiv miris upravo zbog boja i svog hlapljenja, dok dizel znatno manje.

### Tekući plin
Tekući plin je najlakši derivat nafte, sastoji se od smjese propana i butana. Kao takav mora se rafinirati da bi se uklonili korozivni sumporni spojevi, gdje tako prerađen može ići na tržište.

### Benzin
Benzin se upotrebljava kao pogonsko gorivo u većini motornih vozila. Proizvodi se u dvije gradacije: normal benzin koji ima od 86-88 oktana i super s 95-100 oktana. Oktanski broj je mjera za antidetonatorsko svojstvo benzina. Za povećanje oktanskog spoja dodaju se olovni spojevi, TEO, TMO, odnosno tetraetil olovo i tetrametil olovo.

### Dizelsko gorivo
Za proizvodnju dizelskog goriva upotrebljava se petrolej i dijelovi lakog plinskog ulja, ti elementi destiliraju na 170º do 360 °C. Osim temperaturne filtrabilnosti važan je i maseni udio ukupnog sumpora koji ne smije biti veći od 1,0 % zbog korozivnog djelovanja. cetanski broj i dizel indeks su mjere za sposobnost paljenja dizelskog goriva.

### Mlazno gorivo
Mlazno gorivo je smjesa teškog benzina i petroleja, odnosno spojevi nafte koji destiliraju na 145º do 225 °C. Kako tu vrstu goriva troše mlažnjaci koji lete na velikim visinama gdje vladaju izrazito niske temperature, potrebno je osigurati temperature zamrzavanja ispod -55 °C.

### Motorna ulja
Ulja se upotrebljavaju u različite svrhe, osnovna im je funkcija podmazivanje motora, štednja goriva, hlađenje i brtvljenje motora, sprečavanje korozije. Indeks viskoznost im je vrlo visok zbog specifičnih uvjeta rada, ujedno indeks viskoznosti je i mjera po kojoj se ulja klasificiraju.

### Bitumen
Bitumen je derivat nafte koji se dobiva oksidacijom vakuum ostataka nafte. Važna svojstva su elastičnost, penetracija, temperatura mekšanja, rastezljivost. Svojstva bitumena ovise o stupnju disperzije asfaltina u maltenima. Svoju uporabu pronašao je u cestogradnji i industriji.

### Parafin
Parafin se dobiva iz uljnih destilata, što je sadržaj ulja manji to je parafin kvalitetniji. Primjenjuje se u prehrambenoj industriji, proizvodnji šibica, svijeća, itd.

### Loživo ulje
Za proizvodnju loživog ulja iskorištavaju se nusprodukti pri preradi nafte. Uvjete koji moraju zadovoljiti su viskoznost i količina sumpora. Upotrebljava se kao gorivo u energetici.

## Podjela rafinerija prema tipovima
1. Najjednostavniji tip rafinerije -rafinerije koje imaju samo atmosfersku destilaciju, katalitički reforming i proces rafimacije
2. Složeni tip rafinerije -osim postrojenja iz grupe 1. i postrojenja za vakuum-destilaciju katalitički kreking
3. Kompleksne rafinerije -uključuje i proizvodnju mazivih ulja
4. Petrokemijske rafinerije -obuhvaća i petrokemijska postrojenja

Heinrich također dijeli na četiri grupe: 
1. Hydroskiming rafinerije:

- najjednostaviji tip rafinerije
- benzin se dobije miješanjem primarnog benzina, butana

1. Rafinerije s katalitičkim krekingom

- ovaj tip se gradi kada se želi proizvesti veća količina benzina

1. Rafinerije za duboku konverziju

- tip rafinerije koji omogućava veliku fleksibilnost prerade bez obzira na vrstu nafte, međutim troškovi investicija i prerade su vrlo visoki - proces iziskuje velike količine vodika

1. Rafinerije za duboku konverziju (hidrokreking-koking)

- koks dobivem kokingom može se iskoristiti kao gorivo u industriji, ili se spaljuje u niskokalrični plin
- troškovi proizvodnje niži nego u ostalim tipovima

## Ekonomija rafiniranja
Ekonomska računica, financiranja u sferi rafiniranja uvelike ovisi o ponudi i potražnji. Cijena produkta rafiniranja ovisi o niz faktora kao što su: ekonomija (globalna, lokalna), vremenskim uvjetima, vrijednostima (rastu, padu) dionica naftnih kompanija i drugih kompanija u naftnoj branši. Cijena dionica ovisi o potražnji, određenim odlukama vlasti i akcijama OPEC-a.
OPEC (Organization of the Petroleum Exporting Countries) je udruženje država izvoznika nafte koje kontrolira cijenu i količinu nafte koja će se proizvesti. Države članice OPEC-a su: Alžir, Indonezija, Iran, Irak, Kuvajt, Libija, Nigerija, Katar, Saudijska Arabija, Ujedinjeni Arapski Emirati i Venezuela. Budući da je izvoz nafte najznačajniji dio gospodarstva tih država, održavaju se minimalno dva sastanka godišnje na kojima se određuje optimalna količina proizvodnje. 11 članica OPEC-a proizvodi oko 40% ukupne svjetske proizvodnje nafte, a u potvrđenim zalihama ima tri četvrtine ukupno potvrđenih zaliha u svijetu.

## Zaštita okoliša i sigurnost
Rafinerije su u dosta slučajeva smještene u blizini naseljenih područja, gdje uzrokuju povećanje zdravstveno rizične populacije i mogućnosti od ekoloških incidenata. Uzrok tome je priroda rada rafinerije koja u svom procesu ispušta velik broj različitih kemikalija i kemijskih spojeva u atmosferu što dovodi do zagađenja zraka, osim toga dovodi u pitanje i zdravstvenu ispravnost vode. Tu su još opasnosti od mogućih eksplozija i požara, velikih buka, itd.
U mnogim zemljama javnost je "prisilila" vlade da tome stanu na kraj i posebnim restrikcijama, odnosno osnivanjem agencija koje će obvezati rafinerije na instalaciju opreme potrebnu za zaštitu okoliša i zaštitu od ostalih štetnih utjecaja. One rafinerije koje nisu u mogućnosti zadovoljiti te kriterije mogu biti zatvorene, što u nekim slučajevima dovodi i do porasta cijena goriva.

## Vanjske poveznice
- Rafinerija nafte Rijeka Hrvatska tehnička enciklopedija, portal hrvatske tehničke baštine. LZMK